# Antalis dentalis
Antalis dentalis är en blötdjursart som först beskrevs av Carl von Linné 1758.  Antalis dentalis ingår i släktet Antalis och familjen Dentaliidae. Inga underarter finns listade i Catalogue of Life.